# 塞普爾韋達角
64°31′S 61°35′W / 64.517°S 61.583°W
塞普爾韋達角（Sepúlveda Point），是南極洲的海岬，位於葛拉漢地的丹科海岸，處於里塞斯灣入口處南部，由智利探險隊命名，現時由南極條約體系管理。